# Gabriele Muccino
Gabriele Muccino (Roma, 20 maggio 1967) è un regista e sceneggiatore italiano.

## Biografia
Figlio di Luigi Muccino, dirigente Rai, e di Antonella Cappuccio, costumista e pittrice, Gabriele Muccino, dopo aver ottenuto la maturità classica al liceo Mamiani, si iscrive alla facoltà di lettere dell'Università degli Studi di Roma "La Sapienza", ma abbandona quasi subito gli studi universitari per avvicinarsi al cinema, offrendosi in qualità di assistente volontario e frequentando il Centro sperimentale di cinematografia di Cinecittà nel corso di regia. Tuttavia, come riportato nel suo libro La vita addosso, abbandona dopo un anno. Per anni dirige mini docu-fiction della durata di sette minuti, che ricostruiscono incidenti realmente avvenuti e terminati a lieto fine, per il programma Ultimo minuto di Rai 3. Grazie a questa lunga esperienza Muccino avrà modo di esplorare e trovare un suo stile personale di racconto, che svilupperà in seguito negli anni in cui diverrà un cineasta. 
Dopo Ultimo Minuto, nel 1997, realizza documentari sulla savana africana in Kenya, Tanzania e Sudafrica, che considera un'esperienza estremamente formativa e indimenticabile. Al suo ritorno realizza il cortometraggio Io e Giulia, interpretato da Gabriele Corsi e Stefania Rocca. Un anno dopo, grazie a quel cortometraggio, nato come sorta di trailer del primo film che si sentiva pronto a realizzare, si rivolge al produttore Domenico Procacci, proponendogli il copione di Ecco fatto. Nato come film TV e poi destinato al cinema, Ecco fatto è in concorso al Torino Film Festival, ricevendo una buona accoglienza da parte della critica.
Nel frattempo Muccino cura la regia di alcuni noti spot pubblicitari per Aperol, San Benedetto, Vodafone, Nescafé, Pagine Gialle, Telecom, Granarolo, Pepsi, TIM, Wind, Findus, Intimissimi, FIAT e Lancia, un cortometraggio ispirato a La dolce vita dal titolo She Was Here e un altro per Peroni Nastro Azzurro UK, dal titolo Senza Tempo.
Il successo arriva con la pellicola successiva a Ecco fatto, Come te nessuno mai (1999), nel quale debutta come attore il fratello Silvio. Parzialmente autobiografico, il film è un ritratto dell'adolescenza di alcuni ragazzi di un liceo romano e riscuote un ottimo successo alla Mostra del Cinema di Venezia.

### Il successo in Italia
Nel 2001 L'ultimo bacio, una cinica e disillusa riflessione sulle difficoltà nella vita di coppia della sua generazione, lo consacra come uno dei protagonisti della scena cinematografica italiana. Il film ottiene un eccezionale incasso al botteghino, 13 milioni di euro (dati Cinetel) e resta nelle sale cinematografiche per sei mesi, un evento a cui il cinema italiano da tempo non assisteva. Si aggiudica cinque David di Donatello 2001, tra cui il David di Donatello per il miglior regista. Nel 2002 il film ottiene un buon successo anche all'estero, in particolare in Europa, e nel gennaio dello stesso anno è presentato oltreoceano al Sundance Film Festival, dove vince il premio del Pubblico. Distribuito anche negli Stati Uniti durante l'estate successiva, è inserito dalla celebre rivista di cinema Entertainment Weekly tra i dieci migliori titoli dell'anno. Il successo del film induce a un remake hollywoodiano, The Last Kiss, diretto da Tony Goldwyn, del quale Muccino è tra i produttori, considerato universalmente inferiore all'originale italiano.
Nel 2003 esce il nuovo e atteso film, Ricordati di me, che ottiene anch'esso un ottimo riscontro (10 milioni di euro, dati Cinetel).

### In America
L'ultimo bacio viene visto anche da alcuni produttori americani che contattano Muccino per un film con Al Pacino e tratto da Philip Roth. Prima che il progetto venga abortito il regista romano, sbarcato dunque a Hollywood, fa in tempo a condurre provini per varie attrici tra cui Eva Mendes, la quale poi parla del cineasta a Will Smith. L'attore americano lo sceglie allora per dirigere due pellicole di cui è produttore e interprete: La ricerca della felicità (2006), per il quale Smith viene candidato all'Oscar come miglior protagonista e non vince per soli quindici voti, e Sette anime (2008). I due film, dal budget di circa 55 milioni di dollari ciascuno, incassano rispettivamente 300 e 170 milioni di dollari in tutto il mondo.
In una parentesi italiana del 2010 esce Baciami ancora, sequel de L'ultimo bacio, con un buon successo al botteghino, dove incassa 9 milioni di euro (dati Cinetel). Il film vince come miglior film al Shanghai Film Festival. Muccino confesserà poi di averlo girato per soldi in quanto impegnato in un divorzio e quindi alla ricerca di guadagni sicuri, visto anche l'impressionante cast della pellicola.
Nel 2012 torna in America per dirigere la commedia Quello che so sull'amore (Playing for Keeps), interpretata da Gerard Butler, Jessica Biel, Catherine Zeta-Jones, Uma Thurman, Dennis Quaid e Judy Greer. Le riprese sono molto travagliate perché i diversi produttori intervengono spesso durante le riprese non essendo d'accordo tra di loro sul tono più o meno drammatico della pellicola, e Muccino litiga spesso con Butler; oltretutto, il film riceve recensioni negative dalla critica e incassa 27,8 milioni di dollari da un budget di 35 milioni.
Nel 2015 esce Padri e figlie, che ha come protagonisti l'attore premio Oscar Russell Crowe e Amanda Seyfried. La distribuzione decide tra le prime di uscire in poche sale cinematografiche e contemporaneamente su piattaforma TV.
L'insuccesso di queste due commedie, insieme al rifiuto di Muccino di girare Hancock e il remake di The Karate Kid con conseguente parziale rottura del rapporto con Will Smith, chiude le porte di Hollywood al cineasta romano.

### Ritorno in Italia
Nel 2015 dirige anche il suo decimo film: L'estate addosso (Summertime), una produzione italiana (Indiana Production Company in collaborazione con Rai Cinema) in lingua prevalentemente inglese; è la storia di due adolescenti italiani che dopo l'esame della maturità vanno a trascorrere l'estate negli Stati Uniti dove si ritroveranno a fare una esperienza formativa e di definizione delle loro vite.
Nel 2018 dirige il film corale A casa tutti bene, con un cast che comprende, tra gli altri, Stefano Accorsi, Pierfrancesco Favino, Stefania Sandrelli, Massimo Ghini e Claudia Gerini e molte altre star italiane. Il film è un successo e viene visto da un milione e mezzo di spettatori. 
Muccino ha diretto sei videoclip musicali: per Laura Pausini (E ritorno da te nel 2001), per Jovanotti (Baciami ancora nel 2010, Tensione evolutiva nel 2012 e L'estate addosso nel 2015), per Jaselli (Welcome to the world nel 2016) e per Biagio Antonacci (Mio fratello nel 2018). 
Nel 2020 torna al cinema con il film Gli anni più belli, nel cast ci sono due dei suoi attori ricorrenti, Pierfrancesco Favino e Claudio Santamaria, oltre a Micaela Ramazzotti e Kim Rossi Stuart. Il film ottiene tre candidature ai David di Donatello, miglior attrice protagonista a Micaela Ramazzotti e miglior canzone originale a Claudio Baglioni, e una candidatura al premio David Giovani. Gli incassi del film, fino a quel momento molto soddisfacenti, vengono bloccati dalle chiusure dovute alla Pandemia di COVID-19.
Nel 2021 realizza per Sky la serie tratta dall'omonimo suo film A Casa tutti bene, di cui è direttore artistico, regista e sceneggiatore. La serie si sviluppa in due stagioni da 8 episodi di 50 minuti ciascuna. 
Nel 2024 debutta come attore interpretando se stesso nella seconda stagione della serie di Sky Call My Agent - Italia e torna al cinema realizzando Fino alla fine, con Elena Kampouris, Saul Nanni e Lorenzo Richelmy, storia di una ventenne americana in vacanza in Sicilia (Palermo) che si troverà travolta in una sola notte in una spirale tra amore e crime. Prodotto da Leone film, Muccino gira il film in due lingue con lo stesso cast: sia in inglese che in italiano. In inglese la versione internazionale e l'altra quasi integralmente in italiano in cui la protagonista americana, interagisce con i siciliani parlando in italiano.

## Filmografia

### Regista

#### Cinema
- Ecco fatto (1998)
- Come te nessuno mai (1999)
- L'ultimo bacio (2001)
- Ricordati di me (2003)
- La ricerca della felicità (The Pursuit of Happyness) (2006)
- Sette anime (Seven Pounds) (2008)
- Baciami ancora (2010)
- Quello che so sull'amore (Playing for Keeps) (2012)
- Padri e figlie (Fathers and Daughters) (2015)
- L'estate addosso (2016)
- A casa tutti bene (2018)
- Gli anni più belli (2020)
- Fino alla fine (2024)
- Le cose non dette (2025)

#### Televisione
- A casa tutti bene - La serie

#### Cortometraggi
- Senza tempo  - Peroni UK (2004)
- Heartango (2007)
- She was here  (2012)
- Open your eyes (2020)
- Living in a movie (2021)

### Sceneggiatore
- Ecco fatto (1998)
- Come te nessuno mai (1999)
- L'ultimo bacio (2001)
- Ricordati di me (2003)
- Baciami ancora (2010)
- L'estate addosso (2016)
- A casa tutti bene (2018)
- Gli anni più belli (2020)
- A casa tutti bene - La serie (2021-2023)
- Fino alla fine (2024)

### Teatro
- A casa tutti bene (2025)

### Attore
- Call My Agent - Italia – serie TV, episodi 2x01-2x02 (2024)

## Videoclip
- Laura Pausini - E ritorno da te (2001)
- Jovanotti - Baciami ancora (2010)
- Jovanotti - Tensione evolutiva (2012)
- Jovanotti - L'estate addosso (2015)
- Biagio Antonacci - Mio fratello (2018)

## Riconoscimenti

### David di Donatello
- 1999 – Candidatura come miglior regista esordiente per Ecco fatto
- 2001 – Miglior regista per L'ultimo bacio
- 2001 – Candidatura come miglior sceneggiatura per L'ultimo bacio
- 2003 – Candidatura come miglior regista per Ricordati di me
- 2003 – Candidatura come miglior sceneggiatura per Ricordati di me
- 2007 – Candidatura come miglior film straniero per La ricerca della felicità (The Pursuit of Happyness)
- 2008 – David speciale "per i suoi successi negli Stati Uniti come autore e come regista"
- 2010 – Candidatura al David Giovani per Baciami ancora
- 2015 – David speciale "per la regia del film Padri e figlie
- 2019 – David dello spettatore per A casa tutti bene
- 2021 – Candidatura al David Giovani per Gli anni più belli

### Nastro d'argento
- 1999 – Candidatura come miglior regista esordiente per Ecco fatto
- 2000 – Candidatura come regista del miglior film per Come te nessuno mai
- 2000 – Candidatura come migliore sceneggiatura per Come te nessuno mai
- 2000 – Candidatura come miglior soggetto per Come te nessuno mai
- 2003 – Candidatura come regista del miglior film Ricordati di me
- 2003 – Migliore sceneggiatura per Ricordati di me
- 2007 – Nastro d'argento speciale per l'impegno e il particolare exploit artistico e professionale dell'annata «per il successo de La ricerca della felicità (The Pursuit of Happyness), un film con il quale ha confermato un talento internazionale, conquistando la stima e l'attenzione di un mondo, e di un mercato, quello hollywoodiano, fino alle nomination per gli Oscar»
- 2010 – Candidatura come migliore sceneggiatura per Baciami ancora
- 2017 – Premio Hamilton behind the camera per L'estate addosso
- 2018 – Candidatura come migliore regista per A Casa tutti bene
- 2018 – Candidatura come migliore sceneggiatura per A Casa tutti bene
- 2020 – Candidatura come migliore regista per Gli anni più belli
- 2020 – Candidatura come migliore sceneggiatura per Gli anni più belli
- 2022 – Miglior Serie TV per A casa tutti bene - La serie

### Ciak d'oro
- 2001 – Migliore sceneggiatura per L'ultimo bacio[2]
- 2003 – Miglior regista per Ricordati di me[3]
- 2007 – Miglior film straniero per La ricerca della felicità